# Karolína Thurn-Valsassina-Como-Vercelli
Karolína Sidonie Thurn-Valsassina-Como-Vercelli, provdaná ze Šternberka (celým jménem Marie Karolína Sidonie Leopoldina z Thurn-Valsassina-Como-Vercelli; 5. října 1863, hrad Bleiburg – 29. února 1944, Podlesí u Postupic), byla česká šlechtična, manželka Filipa ze Šternberka a babička dlouholeté hlavy jedné z linií rodu Šternberků Zdeňka Sternberga (1923–2021).

## Život

### Dětství
Karolína se narodila 5. října 1863 jako druhá dcera Jiřího Bedřicha z Thurn-Valsassiny a jeho manželky Marie Gabriely, rozené Pálffy-Daun z Erdődu. Byla pokřtěna jako Marie Karolína Sidonie Leopoldina a za kmotru jí byla babička Zdeňka Karolína Pálffy-Daun, rozená z Lobkovic. O dětství Karolíny je známo jen málo, avšak významným milníkem byla smrt její matky 16. června 1867. Marie Gabriela pečetila dopis a při nanášení vosku jí kus upadl na krinolínu, která se ihned vzňala. Podařilo se ji sice uhasit, šestadvacetiletá Marie Gabriela však zemřela o pár dní později na selhání srdce spojené s popáleninami. Karolína, její sestra Marie Gabriela a bratr Vincenc  tak zůstali pouze s otcem Jiřím.
Pět let po smrti manželky Marie Gabriely se Jiří rozhodl znovu oženit, tentokrát s hraběnkou Evženií, dcerou Maxmiliána Vrintse na Treuenfelsu a na Falkensteinu. Ta vychovávala Karolínu i s jejími sourozenci až do své smrti při porodu druhého syna Alexandra v roce 1879. Ještě v červnu toho roku zemřel i Jiří a jeho pět dětí se stalo sirotky.
Nadále děti vychovávala jejich babička z otcovy strany Emílie Chorinská z Ledské, vdaná Thurn-Valsassina (1811–1888),

### Sňatek a manželství
Ke konci února 1884 se uskutečnily zásnuby Karolíny s o jedenáct let starším českým šlechticem Filipem ze Šternberka (1852–1924), čtvrtým potomkem Zdeňka ze Šternberka a jeho manželky Terezie ze Stadion-Thannhausenu, se kterým se Karolína pravděpodobně seznámila na jedné ze společenských akcí, kterých se účastnila. Svatba se konala v dopoledních hodinách 1. května 1884 ve Vídni. Nevěstu k oltáři vedl její bratr Vincenc a budoucí švagr (Filipův bratr) Alois, role družičky se ujaly Karolínina sestra Marie Gabriela a Filipova sestra Karolína ze Šternberka. Obřadu se podle časopisu Wiener Salonblatt účastnily i významné uherské rody: Auerspergové a Windischgrätzové. Po uzavření sňatku se novomanželé odebrali do Čech, kde se Karolíniným novým domovem stal zámek Jemniště. Zde se o rok později narodilo jejich první dítě. Později se rodina rozrostla i o další tři děti.
- Zdeněk (1885–1899), zemřel mladý
- Jiří Douglas (1888–1965) ∞ Kunhuta Mensdorff-Pouilly[p 3]
- Marie Gabriela (přezdívaná Ella; 1890–1934), zemřela neprovdána
- Terezie (přezdívaná Sita; 1902–1985) ∞ František Josef Mensdorff-Pouilly[p 4]

Nejstaršímu Zdeňkovi šel za kmotra jeho děd z Filipovy strany, též Zdeněk a kmotrou mu byla Filipova sestra Kunhuta, provdaná z Lobkovic. Druhý syn se narodil tři roky po Zdeňkovi v Praze. Pokřtěn byl v kostele sv. Mikuláše na Malé Straně jako Jiří Douglas. Dva roky po Jiřím se narodila i dcera pojmenovaná Marie Gabriela na počest Karolíniny matky. Za kmotru jí šla Karolínina sestra Marie Gabriela, která v té době ale pobývala v zahraničí a byla proto zastoupena. Poslední člen rodiny přišel na svět dvanáct let po narození Marie Gabriely a byla jí dcera pojmenovaná Terezie, v domácnosti oslovovaná „Sita“. V té době bylo Karolíně osmatřicet let. Nejstarší syn Zdeněk zemřel jako čtrnáctiletý 22. prosince 1899 na revmatismus. Pohřeb se konal o čtyři dny později: 26. prosince.
Karolína dbala na výuku svých dětí a proto v době, kdy s rodinou pobývala ve Vídni, se syn Jiří Douglas vzdělával u barona Emmericha Mattencloita a to společně s budoucím císařem Karlem I.

### Rozpad monarchie
Před rozpadem monarchie žila Karolína čilý společenský život, během manželství s Filipem dokonce získala hodnost palácové dámy, čímž si otevřela cestu ke královskému dvoru. Konec monarchie rodinu Sternbergů zasáhl a Karolína se musela přizpůsobit novému režimu. Sama byla zvyklá mluvit spíše německy, což se ale po první světové válce změnilo a ona začala používat češtinu. Její vnuk Zdeněk Sternberg řekl: „My jsme z toho měli vždycky srandu, když říkala něco českého.“ Největší změnu pro Šternberky ale přinesl zákon o odebrání velkých statků, z původního vlastnictví Šternberků, 8 634 hektarů, se tak rázem stalo 4 890 hektarů.
18. července 1924 na rakovinu močového měchýře zemřel Karolínin manžel Filip. Byl pochován v rodové hrobce na Jemništi.

### Vdovství a smrt
I po úmrtí manžela se Karolína rozhodla zůstat na Jemništi, které ale rovným dílem zdědily neprovdané dcery. Až roku 1927 se Terezie, zvaná Sita, provdala za Františka Josefa z Mensdorff-Pouilly, se kterým Jemniště začali spravovat. I během druhé světové války zde rodina žila, avšak když odmítli přijmout říšskoněmecké občanství, byli nuceni ho roku 1943 prodat Oskaru Daňkovi von Esse. Karolína, Sita a její manžel se tak přestěhovali do Podlesí u Postupic.
29. února roku 1944 Karolína zemřela na rakovinu tlustého střeva. Svého manžela Filipa přežila téměř o dvacet let a po smrti byla pohřbena vedle něj v rodové hrobce na Jemništi.